# Bank

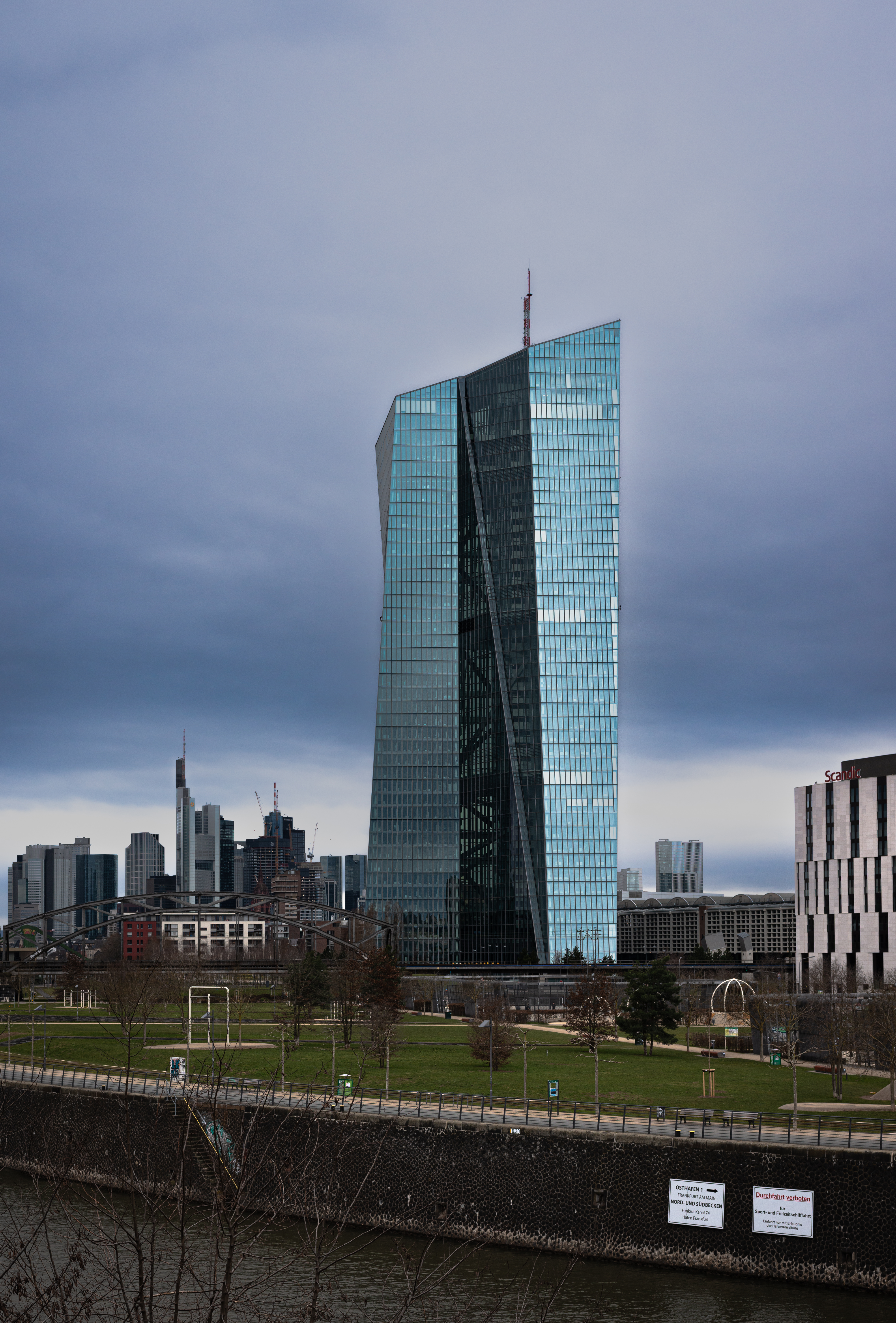
Siedziba Europejskiego Banku Centralnego we Frankfurcie nad Menem (2023)

Bank – osoba prawna wykonująca na podstawie odpowiednich zezwoleń działalność gospodarczą, polegającą na przyjmowaniu depozytów, udzielaniu kredytów oraz wykonywaniu innych czynności określonych przepisami prawa (w Polsce ustawy Prawo bankowe) i wymienionych w statucie banku.
Bank jest instytucją pośredniczącą, umożliwiającą wykorzystanie środków pieniężnych klientów, którzy mają nadwyżki kapitałowe przez klientów, którzy mają niedostatek środków kapitałowych. Ze względu na rodzaj świadczonych usług oraz dysponowanie środkami powierzonymi przez klientów (najczęściej w postaci depozytów), banki zaliczane są do tak zwanych instytucji zaufania publicznego.
Banki razem z bankiem centralnym tworzą dwuszczeblowy system bankowy. Bank centralny pełni trzy istotne funkcje w systemie bankowym – realizuje funkcje banku państwa, banku emisyjnego oraz banku banków. Nie świadczy natomiast usług finansowych dla osób prywatnych.
Jedną z cech odróżniających sektor bankowy od innych elementów systemu finansowego jest system gwarancji depozytów. Celem działalności gwarancyjnej jest zapewnienie deponentom wypłaty, do wysokości określonej przepisami prawa, środków gwarantowanych w razie ich niedostępności (np. w sytuacji upadłości banku). W Polsce instytucją gwarantującą depozyty zgromadzone w polskich bankach jest Bankowy Fundusz Gwarancyjny.
W większości krajów funkcjonuje tzw. system rezerw cząstkowych, w którym banki posiadają zwykle w swych zasobach tylko niewielką rezerwę funduszy zdeponowanych przez klientów, a pozostałą część wykorzystują do udzielania kredytów (mówi się często o tym, że dzięki rezerwom cząstkowym banki komercyjne kreują pieniądz). Na ogół minimalna wielkość rezerw jest regulowana prawnie.

## Historia

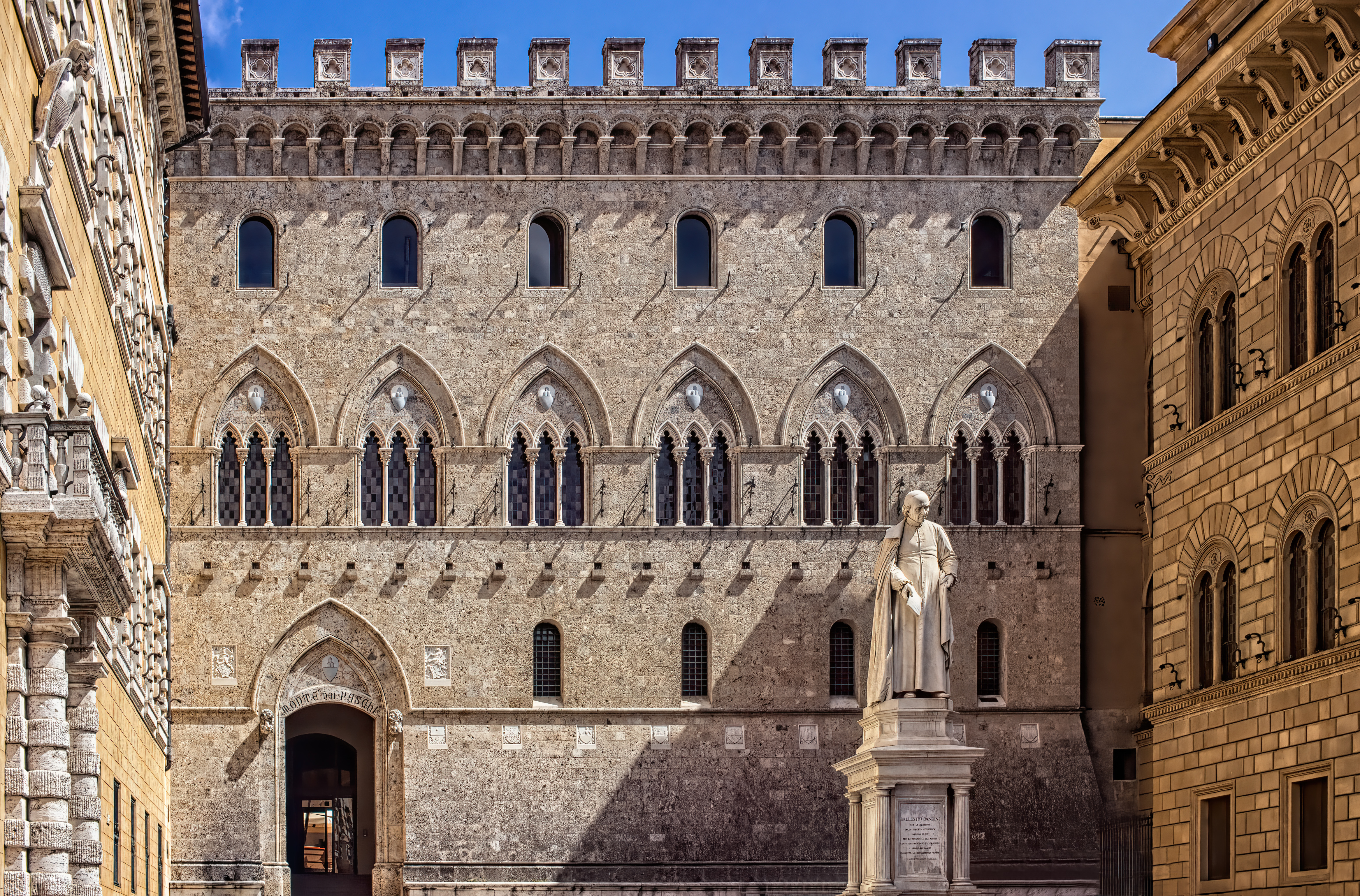
Siedziba Banca Monte dei Paschi di Siena (2021)

Bankowość w nowoczesnym sensie zaczęła rozwijać się od XIV wieku, na początku renesansu, głównie w bogatych miastach północnych Włoch (Wenecja, Genua, Florencja, Siena). Pod wieloma względami była to kontynuacja idei i koncepcji kredytów i pożyczek mających swe korzenie w starożytnym świecie (zwłaszcza w Babilonii). Najstarszym obecnie istniejącym bankiem jest powstały w 1472 roku Monte dei Paschi di Siena.

## Nazwa

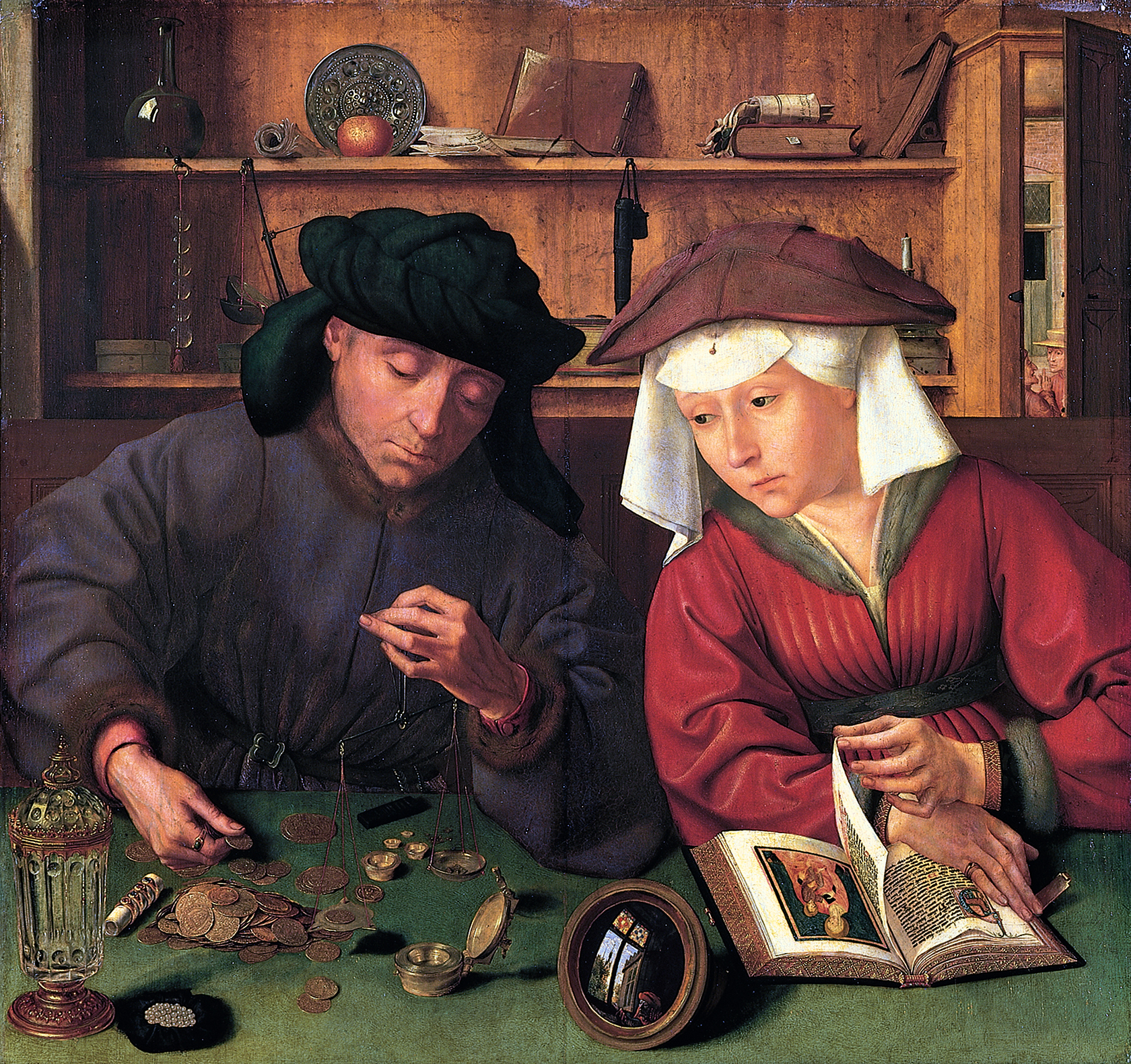
Quentin Massys, Bankier z żoną, 1514, Luwr, Paryż

Nazwa „bank” pochodzi od francuskiego słowa banque oraz od włoskiego słowa banco, oznaczających ławę (stół) lub kontuar, przy której pracowali włoscy handlarze (zwłaszcza złotnicy) zajmujący się przekazywaniem monet kruszcowych od jednych klientów do drugich.
Na gruncie obowiązujących przepisów używanie nazwy „bank” (oraz „kasa”) jest zastrzeżone. W art. 2 Prawa bankowego dopuszczono używanie tych określeń w nazwie tylko przez podmioty, spełniające kryteria zdefiniowane w ustawie. Z kolei w art. 3 określono dwa przypadki, w których podmiot niemający statusu banku w rozumieniu Prawa bankowego, może legalnie posługiwać się oznaczeniem „bank” lub „kasa”. Po pierwsze mogą tak robić podmioty, z których działalności jednoznacznie wynika, że nie wykonują czynności bankowych. Drugi wyjątek odnosi się do działalności lub reklamy podmiotów, które na podstawie odrębnej ustawy gromadzą oszczędności lub udzielają pożyczek pieniężnych osobom fizycznym zrzeszonym w tym podmiocie. Ten ostatni odnosi się w szczególności do działalności spółdzielczych kas oszczędnościowo-kredytowych.

## Czynności bankowe

### Prawo bankowe
Katalog czynności bankowych ma charakter zamknięty. Oznacza to, że banki upoważnione są do wykonywania tylko czynności, na które zezwala im ustawa.
Czynności bankowe zostały zdefiniowane przez wyliczenie w art. 5 Prawa bankowego i dzielą się na:
- czynności zastrzeżone wyłącznie dla banków (tzw. czynności bankowe sensu stricto)[5]:
  - przyjmowanie wkładów pieniężnych płatnych na żądanie lub z nadejściem oznaczonego terminu oraz prowadzenie rachunków tych wkładów;
  - prowadzenie innych rachunków bankowych;
  - udzielanie kredytów;
  - udzielanie i potwierdzanie gwarancji oraz otwieranie i potwierdzanie akredytyw;
  - emitowanie bankowych papierów wartościowych;
  - przeprowadzenie bankowych rozliczeń pieniężnych;
  - wykonywanie innych czynności przewidzianych wyłącznie dla banku w odrębnych ustawach

Zastrzeżenie czynności bankowych sensu stricto tylko dla podmiotów o statusie prawnym banków oznacza, że inne podmioty nie mogą wykonywać tych czynności tylko, jeżeli mają one przybrać formę działalności gospodarczej. Przepisy ustawowe mogą jednak upoważnić inne jednostki organizacyjne do wykonywania czynności bankowych sensu stricto (np. spółdzielcze kasy oszczędnościowo-kredytowe upoważnione są do przyjmowania wkładów pieniężnych i udzielania kredytów).
- czynności dozwolone także niektórym podmiotom niebankowym (tzw. czynności bankowe sensu largo)[5]:
  - udzielanie pożyczek pieniężnych;
  - operacje czekowe i wekslowe oraz operacje, których przedmiotem są warranty;
  - świadczenie usług płatniczych oraz wydawanie pieniądza elektronicznego;
  - terminowe operacje finansowe;
  - nabywanie i zbywanie wierzytelności pieniężnych;
  - przechowywanie przedmiotów i papierów wartościowych oraz udostępnianie skrytek sejfowych;
  - prowadzenie skupu i sprzedaży wartości dewizowych;
  - udzielanie i potwierdzanie poręczeń;
  - wykonywanie czynności zleconych, związanych z emisją papierów wartościowych;
  - pośrednictwo w dokonywaniu przekazów pieniężnych oraz rozliczeń w obrocie dewizowym.

Oprócz tego ustawa dozwala bankom na wykonywanie innych czynności, niezwiązanych z istotą ich działalności (np. usługi w zakresie doradztwa finansowego, usługi certyfikacyjne związane z podpisem elektronicznym, nabywanie akcji i udziałów, obrót papierami wartościowymi etc.).

### Podział z punktu widzenia klienta
- Operacje finansujące
- Operacje depozytowe
- Operacje obsługi obrotu
- Operacje doradczo-konsultingowe

## Rodzaje banków

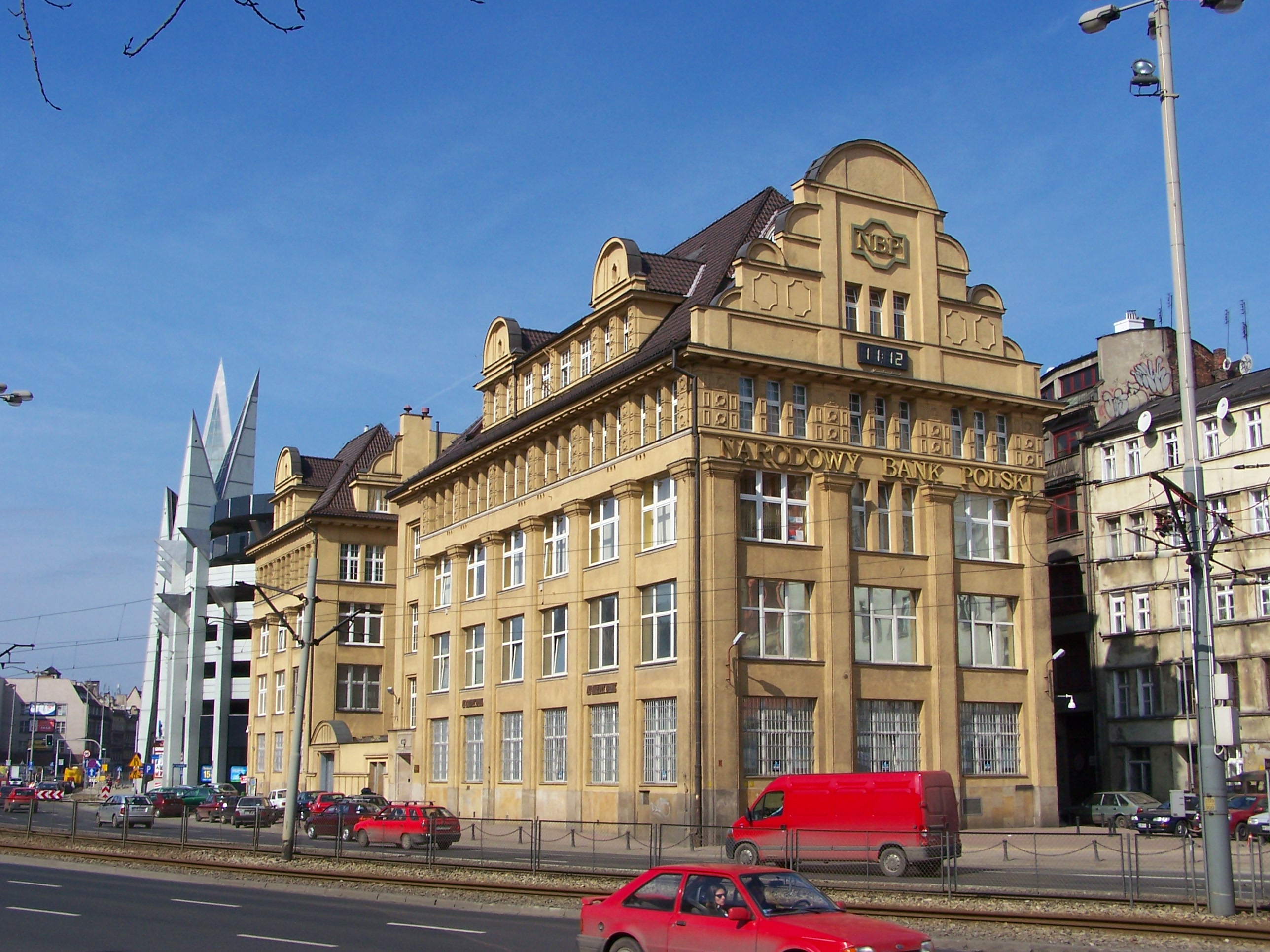
Gmach oddziału NBP we Wrocławiu

Podstawowe rodzaje banków w systemie bankowym to:
- bank centralny,
- banki operacyjne (komercyjne, świadczące usługi tzw. klientowi masowemu):
  - banki uniwersalne;
  - banki wyspecjalizowane (np. hipoteczne, inwestycyjne, wspierające budownictwo mieszkaniowe etc.).

Istnieje także podział banków ze względu na system ich tworzenia, a zarazem na prawną formę działalności:
- system normatywny:
  - banki państwowe (przedsiębiorstwa państwowe), obecnie jedynym bankiem państwowym w polskim systemie bankowym jest Bank Gospodarstwa Krajowego;
- system pozanormatywny:
  - banki spółdzielcze (spółdzielnie);
  - banki w formie spółek akcyjnych.

Bankami nie są spółdzielcze kasy oszczędnościowo-kredytowe (SKOK), choć mogą być z nimi (a zwłaszcza z bankami spółdzielczymi) mylone, ze względu na charakter działalności i zakres świadczonych usług finansowych.

## Największe banki

### Największe banki świata
Poniższe zestawienie prezentuje listę największych banków na świecie, uszeregowanych według wielkości posiadanych aktywów. Liczby w USD, według stanu na 23 grudnia 2024 r.:
1. Industrial and Commercial Bank of China – 6 898 mld
2. Agricultural Bank of China(inne języki) – 6 212 mld
3. China Construction Bank(inne języki) – 5 837 mld
4. Bank of China(inne języki) – 4 859 mld
5. JPMorgan Chase – 4 210 mld
6. Bank of America – 3 324 mld
7. HSBC Holdings – 3 098 mld
8. BNP Paribas – 3 075 mld
9. Mitsubishi UFJ Financial Group – 2 794 mld
10. CitiGroup - 2 430 mld

W zestawieniu poniżej banki uszeregowano według kapitalizacji rynkowej (w mld USD, według stanu na 31 grudnia 2024 r.):
1. JPMorgan Chase – 668,92 mld
2. Bank of America – 338,91 mld
3. Industrial & Commercial Bank of China (ICBC) – 306,33 mld
4. Agricultural Bank of China – 244,09 mld
5. Wells Fargo – 234,19 mld
6. China Construction Bank – 206,98 mld
7. Morgan Stanley – 198,86 mld
8. Bank of China – 197,48 mld
9. Goldman Sachs – 177,70 mld
10. HSBC – 173,14 mld

### Największe banki działające w Polsce
W zestawieniu wzięto pod uwagę wartość posiadanych aktywów ogółem zgodnie z wynikami finansowymi prezentowanymi przez banki Stan na dzień 15.01.2024 r. (dane za IV kwartał 2023 r.)
1. PKO Bank Polski (501,5 mld)
2. Pekao SA (305,7 mld)
3. Santander Bank Polska (276,65 mld)
4. ING Bank Śląski (245,36 mld)
5. mBank (226,98 mld)
6. BNP Paribas (161,02 mld)
7. Millennium Bank (125,52 mld)
8. Alior Bank (90,13 mld)
9. Credit Agricole (80 mld)
10. Citi Handlowy (72,73 mld)